# Nusoncus
Nusoncus är ett släkte av spindlar som beskrevs av Jörg Wunderlich 2008. Nusoncus ingår i familjen täckvävarspindlar.
Släktet innehåller bara arten Nusoncus nasutus.